# 海甸河
20°00′44″N 110°22′28″E / 20.012186°N 110.374382°E
海甸河，又称海甸溪，是流经海口市的一条河流，南渡江支流之一，是海南本岛和海甸岛的界河。

## 设施
目前河上有三座桥，海口世纪大桥位于海甸河通往海口湾的入海口上；人民桥横跨连接长堤路和人民大道的海甸河最狭窄河段；和平桥连接长堤路和海甸岛的和平大道。